# 軍團紅外線搜索與追蹤吊艙
軍團紅外線搜索暨追蹤莢艙（英語：Legion Pod），是洛克希德·馬丁為軍用飛機設計的標定莢艙，能快速適應不同的飛機，同時也很適合裝備於F-15C/D鷹式戰鬥機、F-16C/D戰隼戰鬥機、F/A-18E/F超級大黃蜂式打擊戰鬥機與復仇者無人駕駛戰鬥機，可利用IRST21長距離被動紅外線感測系統輔助雷達並偵蒐150公里外目標所發出的紅外線熱輻射信號，能提早偵測到來襲的敵軍軍機、無人機、飛彈等威脅，並為武器系統提供目標資料，最大目的就是戰鬥機能在越來越不確定的未來空戰中，具有關鍵且重要的被動搜索能力，戰時紅外線搜尋追蹤系統（IRST）掃描戰鬥機前方的空域，若發現敵機機尾後燃器的熱信號與氣動摩擦產生的蒙皮發熱，便可進行獨立鎖定或指揮戰鬥機火控雷達對目標進行鎖定，值得注意的是，在對抗匿蹤戰機時，紅外線搜尋追蹤系統的被動搜尋方式並不會像雷達發射電磁波後製造雷達散射截面而易遭敵方發覺，同時也不容易受到電子干擾，近期紅外線搜索追蹤系統已發展其探測距離可達到中距範圍，並可同時跟蹤多個目標，甚至能把目標數據通過資料鏈傳輸給編隊中的其他戰鬥機，此時匿蹤戰機的低可偵測性技術將不復存在，眾多特點讓其成為可幫助非隱形戰機在複雜電磁環境下作戰，以及對抗隱形戰機的利器，莢艙已於2018年開始陸續交付中。

## 測試
2021年8月5日，美國空軍第53聯隊第85測試與評估中隊的飛行員駕駛F-15C鷹式戰鬥機使用軍團紅外線搜索與追蹤吊艙進行標定試驗，成功標定QF-16無人靶機並發射AIM-120先進中程空對空飛彈將其擊毀。

## 可用軍機
- F-15C/D鷹式戰鬥機
- F-15EX鷹II式戰鬥轟炸機
- F-16C/D戰隼戰鬥機
- F-16V戰隼戰鬥機
- F/A-18E/F超級大黃蜂式打擊戰鬥機
- 復仇者無人駕駛戰鬥機

## 使用國
- 美国
  -  美国空军

- -  美國海軍

- 中華民國
  -  中華民國空軍[14][15][16][17][18][19]